# Grå cirkel-serien
Grå cirkel-serien är en skönlitterär bokserie utgiven av Wahlströms bokförlag.
| Volym | Titel                                    | Författare            | Utgivningsår |
| ----- | ---------------------------------------- | --------------------- | ------------ |
| 1     | Den ljuva flykten: Kärlek och äventyr    | Yolanda Földes        | 1950         |
| 2     | Målet vunnet: Roman från New Mexico      | Peter B. Kyne         | 1950         |
| 3     | Intrig i djungeln: Roman från tropikerna | Tom Gill              | 1950         |
| 4     | Farmor är galen                          | Jascha Golowanjuk     | 1950         |
| 5     | Nordlandets makt                         | William MacLeod Raine | 1951         |
| 6     | Glödande liv: historisk roman            | W. Somerset Maugham   | 1951         |
| 7     | Skräck över prärien: Nybyggar-roman      | Vingie E. Roe         | 1951         |
| 8     | Mr Bliss går under jorden: äventyrsroman | E. Phillips Oppenheim | 1951         |
| 9     | Hett blod                                | Niven Busch           | 1951         |
| 10    | Äventyrligt spel: historisk roman        | K.G. Ossiannilsson    | 1951         |
| 11    | Tropisk hasard                           | Norman Collins        | 1951         |
| 12    | Illusionernas ö: äventyrsroman           | George Gibbs          | 1951         |
| 13    | Den starkaste viljan: (Maria del Carmen) | Birgit Th. Sparre     | 1951         |
| 14    | Mord eller nåd?: Detektivroman           | Jonathan Stagge       | 1951         |
| 15    | Uppdrag utan återvändo                   | Leslie T. White       | 1951         |